# Andy Kellett
Andy Kellett (Bolton, 10 november 1993) is een Engels voetballer die als verdediger speelt.
Kellett debuteerde op 22 april 2014 namens Bolton Wanderers FC tegens Leicester City FC. Op 17 oktober 2014 werd hij verhuurd aan Plymouth Argyle  FC en de huur werd uiteindelijk verlengd tot 17 januari 2015. Op 2 februari 2015 werd Kellett voor de rest van het seizoen gehuurd door Manchester United FC en Saidy Janko ging op huurbasis naar Bolton.